# Porte San Felice (Bologne)
La Porte San Felice était la porte la plus occidentale des murs médiévaux de la ville de Bologne, en Italie.

## Histoire
La porte a été érigée au XIIIe siècle, et reconstruite en 1334 avec une tour en mâchicoulis et un pont-levis. Elle a été restaurée en 1508, et de nouveau en 1805, quand Napoléon a visité la ville. En 1840, les murs l'entourant ont été abattus. Une caserne et une maison de recouvrement de taxe pour la perception des droits ont été trouvés au dessus de l'entrée.
Neuf des douze portes originales subsistent des anciens remparts (Cerchia del Mille) de Bologne. Parmi elles, la Porta Maggiore (ou Mazzini), la Porta Castiglione, la Porte San Felice, la Porta delle Lame, la Porta Galliera, la Porta Mascarella, la Porta San Donato, la Porte Saragozza et la Porta San Vitale. 